# Bioterrorism

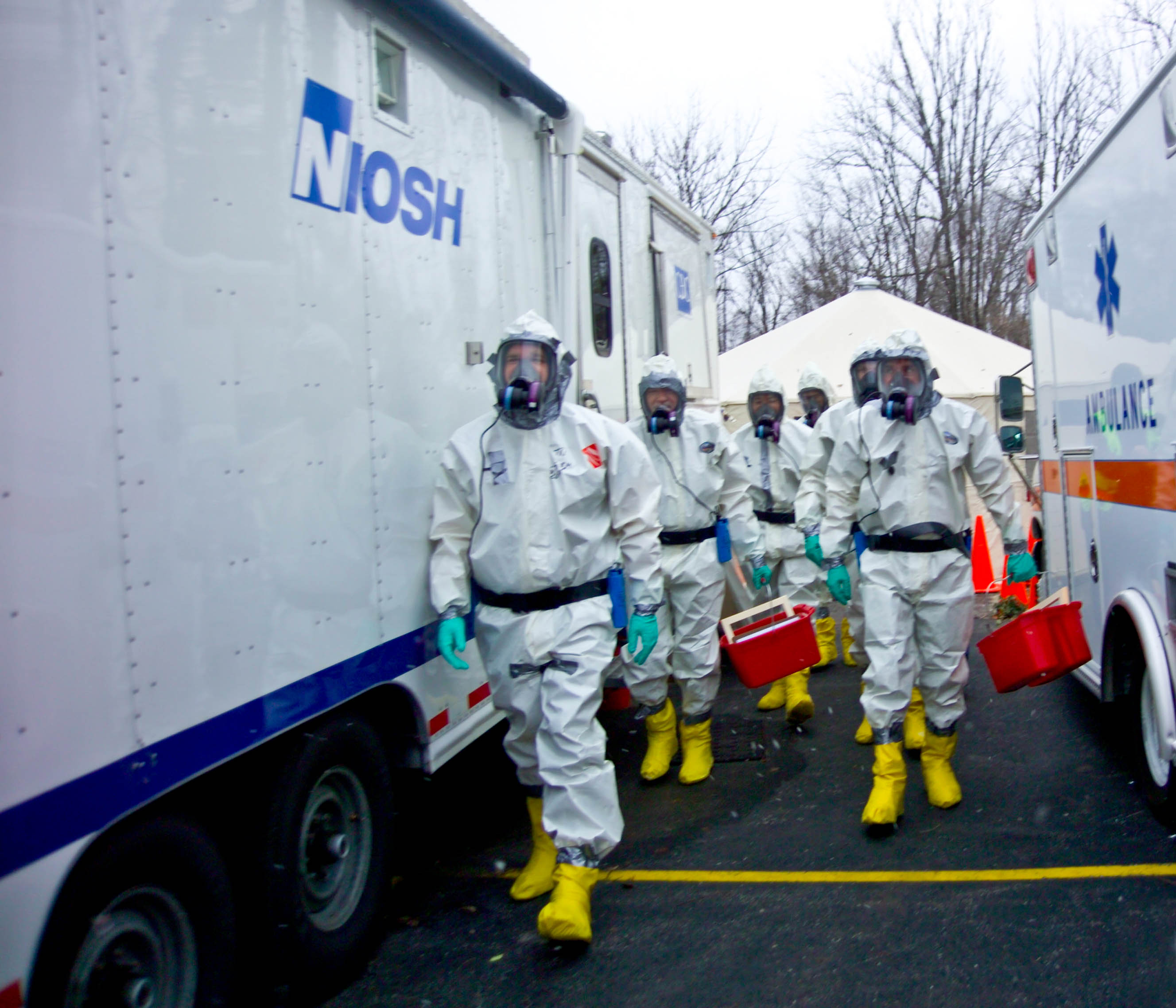
Ett arbetslag iklädda skyddskläder och utrustade för dekontaminering efter ett antraxangrepp.

Bioterrorism är en form av terrorism där patogener medvetet sprids för att orsaka sjukdom och död hos människor, djur eller grödor. Till de vanligaste vapnen vid bio-terroristattacker räknas bakterier och virus samt  toxiner. Mellan åren 1981 och 2018 begicks det 37 attacker världen över som har klassats som bioterrorism.
USA:s smittskydd CDC klassar de sjukdomar, mikrober och toxiner som man befarar kan användas inom bioterrorismen i tre kategorier utifrån deras farlighetsgrad. Till de farligaste i kategori A räknas: mjältbrand (Bacillus anthracis), botulism (Clostridium botulinum), pest (Yersinia pestis), smittkoppor (Variola major) och harpest (Francisella tularensis). Ett flertal virala blödarfebrar räknas också in. Blödarfebrar orsakade av bland annat ebolavirus, marburgvirus och lassavirus är klassade i kategori A.
Medveten användning av smittämnen i krigföring har en lång historia. Vid belägringen av Kaffa 1346 använde mongolerna pestsmittade lik som sköts in i staden med katapult. Under sjuårskriget delade britterna ut filtar bestrukna med smittkoppor till indianerna. Till de bättre kartlagda bio-terrorattackerna i modern tid hör en religiös sekts spridning av salmonella på salladsbarer i Oregon 1984 och mjältbrandsattackerna i USA 2001 som smittade minst 18 personer och skördade 5 dödsoffer.